# Бунге Олександр Андрійович
Бу́нге Олекса́ндр Андрі́йович (24 вересня 1803, Київ — 18 липня 1890, Кільтсі, Естонія) — український та російський ботанік, дійсний член Імператорської АН, професор Дерптського університету.

## Біографія
В 1821 році вступив до Дерптського університету для вивчення медицини та природничих наук. В 1825 році здобув ступінь доктора наук й відразу відправився з професором Ледебуром до Сибіру. Здійснював дослідження Алтаю. В 1829 році там зустрів Гумбольдта, за рекомендаціями якого був приписаний до духовної місії, що в 1830 році відправлялась до Пекіна. Зібраний матеріал він виклав у своїх працях «Enumeratio plantarum quas in China boreali collegit» (Санкт-Петербург, 1831) та «Plantarum Mongolico-Chinensium decas I» (Казань, 1835). В 1832 році Бунге вдруге об'їхав Алтай, в 1833 році повернувся до Петербурга, а в 1834 році був запрошений на кафедру ботаніки в Казань. У 1835 році досліджував Приволзькі степи в Астраханській губернії. 1836 року очолив кафедру ботаніки в Тарту. В 1857-59 роках приєднався до експедиції, яка досліджувала Персію. 1867 року вийшов у відставку, 1874 року був учасником ботанічного конгресу у Флоренції.

## Твори
- «Al. Lehmanni reliquiae botanicae» (Санкт-Петербург, 1851)
- «Tamaricum species» (Тарту, 1852)
- «Anabasearum revisio» (Санкт-Петербург, 1862)
- «Die Arten der Gattung Cousinia» (Санкт-Петербург, 1865)
- «Generis Astragali species gerontogeae I и II» (Санкт-Петербург, 1868–1869)
- «Weite und enge Verbreitungsbezirke einiger Pflanzen» (Тарту, 1872)
- «Die Gattung Acantholimon» (Санкт-Петербург, 1873)
- «Species generis Ozytropis» (Санкт-Петербург, 1874)
- «Enumeratio Salsolacearum Mongoliae» (Санкт-Петербург, 1879)
- «Enumeratio Salsolacearum centrasiaticarum» (Санкт-Петербург, 1880)
- «Pflanzengeogr. Betrachtungen uber die Famille der Chenopodieen» (Санкт-Петербург, 1880)

## Назви в честь Бунге
- Кратер Бунге на Марсі
- Земля Бунге на Новосибірських островах
- Рід рослин Бунгея (Bungea) з родини Заразихові (Orobanchaceae)